# Carlos Eugenio Jorquiera
Carlos Eugenio Jorquiera Malschafsky (Santiago, 12 de julio de 1940) es un abogado, contador, académico y dirigente gremial chileno, expresidente de la Cámara Nacional de Comercio, Servicios y Turismo (CNC) de su país.
Se formó en el Colegio San Ignacio de la capital y más tarde como abogado en la Pontificia Universidad Católica (PUC), desde donde egresó en 1966. En 1970 se tituló como contador por el Instituto Superior de Comercio.
Inició su vida laboral como contador de la filial chilena de Mathiesen, donde luego se desempeñó como abogado y director.
Con amplia experiencia en materia de arbitrajes, ha sido presidente de la Comisión Interamericana de Arbitraje Comercial CIAC (2000-2001). También ha sido miembro de la Corte Internacional de Arbitraje de la Cámara de Comercio, Internacional y del Grupo de Expertos en Arbitraje Internacional de APEC. A nivel local, fue presidente del Centro de Arbitraje y Mediación de Santiago.
En el ámbito gremial, fue presidente de la Cámara de Comercio de Santiago en dos periodos (1990-1995 y 2003-2007). En la CNC fue presidente entre 2008 y 2012.
En diciembre de 2006 intentó sin éxito alcanzar la presidencia de la Confederación de la Producción y del Comercio, máxima organización empresarial del país.
Ha sido profesor de pregrado y posgrado de la PUC y del programa Master in Corporate Law de la Universidad Adolfo Ibáñez.
Casado con la galerista Ana María Stagno, tiene cinco hijos.